# Cimberis pallidipennis
Cimberis pallidipennis là một loài bọ cánh cứng trong họ Nemonychidae. Loài này được Blatchley & Leng miêu tả khoa học đầu tiên năm 1916.